# تريغلاف (مثيولوجيا)
تريغلاف  أو تريگلاڤ (يُسمي أيضاً ثلاثي الرؤوس، تروگلاڤ) (بوسنوية، كرواتية، سلوفينية والصربية اللاتينية: Triglav; أوكرانية، روسية، مقدونية، بلغارية، بوسنوية و صربية كيريلية: Триглав; تشيكية و (بالسلوفينية: Trihlav)‏; (بالبولندية: Trygław، Trzygłów)‏; (بالبيلاروسية: Трыглаў)‏) هو إله في الوثنية السلافية والميثولوجيا السلافية.
جبل تريغلاف، وهو أعلى جبل في سلوفينيا، من غير المحتمل أن يكون له أي صلة بالإله السلافي تريغلاف. ومع ذلك، يتم تقديم مثل هذا الادعاء لجبل تريغلاف، أعلى قمة في جبل دينارا في البوسنة والهرسك.

## تشكيلات ثالوثية
تريگلاڤ هو اتحاد لثلاثة آلهة لكن العدد الثلاثي يتغير حسب المكان والزمان. ففي البداية كان هناك سفاروج Svarog وبرون Perun وداجبوغ Dajbog لكن حل محل داجبوغ سفتوفيد Svetovid أو فلس Veles. يوصف تريگلاڤ عادة بأنه اندماج ثلاثة آلهة، وبشكل أقل على أنه ابن تلك الآلهة. وقد يكون اتحاد آلهة أصغر (تريگلاڤ الأصغر).
تريگلاڤ في إحدى الأساطير مغطى كليا لأنه مقدس جدا لا يستطيع أن يرى أعمال البشر الشريرة ونادرا ما يظهر بين القابلين للفناء.
يمثل تريكلاف على أنه رجل ثلاثي الرؤوس وأحيانا مع عُصابات (ذهبية) فوق عينيه أو كرجل بثلاثة رؤوس ماعز. هناك عدة معابد له قرب Szczecin في بولندا لكن خلال مرحلة انتشار المسيحية دمرت تماثيل تريگلاڤ كليا.

## الرؤوس الثلاثة
ووفقاً لكتاب "إيبو [الإنجليزية]" ، كان يعتقد أن رؤوس تريغلاف تمثل السماء والأرض والعالم السفلي. كان يعتقد أن تريغلاف لديه ثلاثة رؤوس لأنه حكم هذه الممالك الثلاث وكان له ملزمة ذهبية على عينيه وشفتيه حتى لا يرى ذنوب الناس ولا يتكلم عنها.

## وصلات خارجية
- حول تريغلاف
- مع صور